# 穆东上比西
穆东上比西（法語：Bussy-sur-Moudon）是瑞士联邦西部法语区的沃州下设的一个镇。在行政上属于布罗瓦-维利区管辖。穆东上比西的总面积为3.09平方公里。截至2007年，总人口为180。